# ミシュコルツ - ヒダシュネーメティ線
ミシュコルツ - ヒダシュネーメティ線（ハンガリー語: Miskolc–Hidasnémeti-vasútvonal）は、ハンガリー国鉄の鉄道線の名称である。路線番号は90。

## 歴史
この路線は1840年代にセーチェーニ伯爵が提案したが、計画の実行は1848年の革命のため中止された。1848年法律30号によりミシュコルツ - カシャウ区間の経路が確定された。ティサ地域鉄道（Tiszavidéki Vasút, TVV）はそのプロジェクトを引き受けて、1860年8月14日にこの路線をヒダシュネーメティ - カシャウ間とともに、ブダペストから伸びる鉄道路線の一部として開通した。ティサ鉄道は1880年法律38号により解散して、この路線もハンガリー国鉄により引き受けられた。
電車線はミスコルツ - ヒダスネーメティ区間に1997年設備され、それでポーランドからハンガリーまでの区間の電化が完了した。

## 運行形態
特急と普通について説明する。

### 特急(IC)
- ヘルナード号：　ブダペスト - ミシュコルツ - ヒダシュネーメティ ( - コシツェ)
2時間に1本の運行。ミシュコルツ以南は80号線に直通する。ヒダシュネーメティ以北スロバキア国鉄169号線に直通する。
2020年以前は、一日2往復、12時間間隔の運行で、それぞれ「ヘルナード」「ラーコーチ」と別々の愛称名であった。また、停車駅はシクソー駅とフォルロー・エンチ駅で、他の駅は通過していた。2021年度は、一日2往復のみがコシツェに直通していた。

### 普通
線内のみ、2時間に1本の運行。

## 駅一覧
以下では、ハンガリー国鉄90号線の駅と営業キロ、停車列車、接続路線などを一覧表で示す。
- 種別
  - IC：特急
  - S：普通
- 停車駅
  - ■印：全列車停車
  - ●印：一部通過
  - △印：一部停車
  - ｜印：全列車通過

| 路線名 | 駅名                             | 駅間営業キロ | 累計営業キロ | IC | S | 接続路線                                                                          | 所在地                                 | 所在地         |
| ------ | -------------------------------- | ------------ | ------------ | -- | - | --------------------------------------------------------------------------------- | -------------------------------------- | -------------- |
| 80     | ミシュコルツ・ティサイ駅         | -            | 0            | ■  | ■ | 80号線（ブダペスト方面） 92号線（オーズド方面）、94号線（トルナナーダシュカ方面） | ボルショド・アバウーイ・ゼンプレーン県 | ミシュコルツ郡 |
| 90     | フェルセージョルカ駅             | 5            | 5            | ｜ | ● | 80号線（ニーレジハーザ方面）                                                      | ボルショド・アバウーイ・ゼンプレーン県 | ミシュコルツ郡 |
| 90     | オンガ駅                         | 6            | 11           | ｜ | ● |                                                                                   | ボルショド・アバウーイ・ゼンプレーン県 | ミシュコルツ郡 |
| 90     | シクソー・ヴァーシャールテール駅 | 8            | 19           | ■  | ● |                                                                                   | ボルショド・アバウーイ・ゼンプレーン県 | シクソー郡     |
| 90     | シクソー駅                       | 2            | 21           | ｜ | ■ |                                                                                   | ボルショド・アバウーイ・ゼンプレーン県 | シクソー郡     |
| 90     | アサロー駅                       | 2            | 23           | ｜ | ● |                                                                                   | ボルショド・アバウーイ・ゼンプレーン県 | シクソー郡     |
| 90     | ハルマイ駅                       | 4            | 27           | ●  | ■ |                                                                                   | ボルショド・アバウーイ・ゼンプレーン県 | シクソー郡     |
| 90     | チョバード駅                     | 4            | 31           | ｜ | ● |                                                                                   | ボルショド・アバウーイ・ゼンプレーン県 | エンチ郡       |
| 90     | イナーンチ駅                     | 2            | 33           | ●  | ■ |                                                                                   | ボルショド・アバウーイ・ゼンプレーン県 | エンチ郡       |
| 90     | フォルロー・エンチ駅             | 7            | 40           | ■  | ■ |                                                                                   | ボルショド・アバウーイ・ゼンプレーン県 | エンチ郡       |
| 90     | メーラ駅                         | 4            | 44           | ｜ | ● |                                                                                   | ボルショド・アバウーイ・ゼンプレーン県 | エンチ郡       |
| 90     | ノヴァイドラーニ駅               | 5            | 49           | ■  | ■ |                                                                                   | ボルショド・アバウーイ・ゼンプレーン県 | エンチ郡       |
| 90     | ヘルナードスルドク駅             | 10           | 59           | ｜ | ● |                                                                                   | ボルショド・アバウーイ・ゼンプレーン県 | ゲンツィ郡     |
| 90     | ヒダシュネーメティ駅             | 3            | 62           | ■  | ■ | 98号線（アバウーイサーントー方面） スロバキア国鉄169号線（コシツェ方面）          | ボルショド・アバウーイ・ゼンプレーン県 | ゲンツィ郡     |